# Epiderme (zoologia)
Em zoologia, a epiderme é um epitélio (camada de células) que cobre o corpo dos animais eumetazoários (animal mais complexo que as esponjas).
Os eumetazoários possuem uma cavidade alinhada com um epitélio semelhante, a gastroderme, que forma uma fronteira com a epiderme, na boca.
As esponjas não possuem epitélio, e como tal, nem epiderme nem gastroderme. A epiderme de invertebrados mais complexos tem apenas uma camada e pode ser protegida por uma cutícula não-celular. A epiderme de vertebrados superiores possui mais camadas, sendo que a camada mais exterior é reforçada com queratina e depois morre.